# Lobul parietal

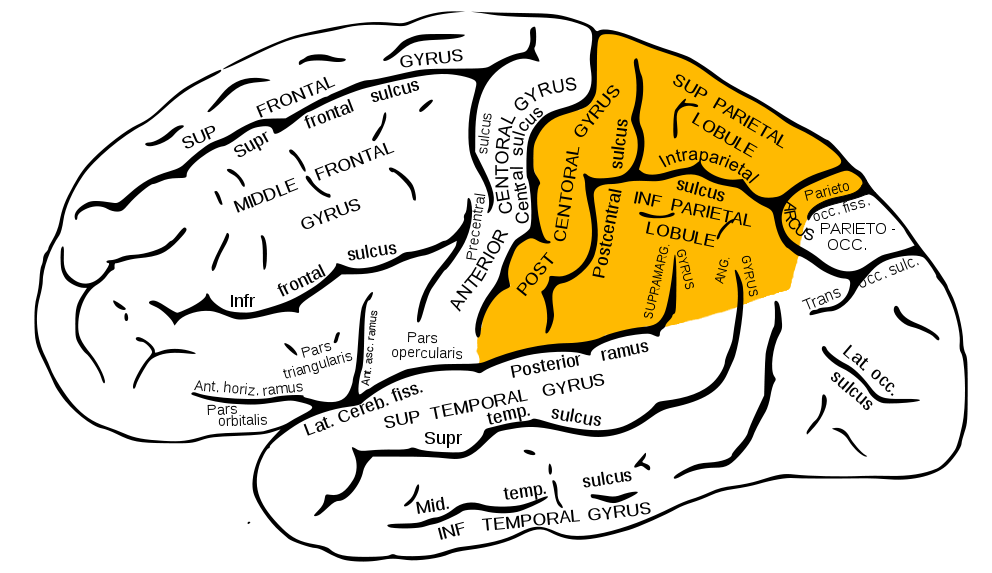
Lobul parietal

Lobul parietal (Lobus parietalis) este o regiune situată în centrul emisferelor cerebrale între lobii frontal, temporal și occipital. El se află pe fețele laterală și medială a emisferelor cerebrale înapoia lobului frontal și deasupra lobului temporal și este limitat anterior de scizura lui Rolando (șanțul central), în jos de scizura lui Sylvius (șanțul cerebral lateral), iar posterior de șanțul parietooccipital și șanțul occipital transvers. Pe suprafața externă a lobului parietal se află un șanț vertical - șanțul postcentral, situat înapoia șanțului central, paralel cu acesta; împreună cu el delimitează girusul postcentral (girusul parietal ascendent, girusul retrorolandic) și un șanț orizontal – șanțul intraparietal, deasupra lui se află lobul parietal superior, iar dedesubtul lui lobul parietal inferior. Lobulul parietal inferior are trei părți: anterioară, posterioară și inferioară. Partea anterioară este girusul supramarginal (plica supramarginală), ce se arcuiește peste ramura posterioară a șanțului cerebral lateral Sylvius; partea posterioară, girusul angular (plica curbă), înconjoară extremitatea posterioară a șanțului temporal superior. Porțiunea inferioară a lobulului parietal inferior împreună cu regiunile inferioare ale circumvoluțiilor precentrală și postcentrală formează operculul parietal.